# ناباربی

ناباربی یا Nawarni الهه‌ای هوری و در ارتباط با مراتع بود.

## نام و شخصیت
املاهای گواهی‌شدهٔ تئونیم ناباربی در خط میخی شامل dna-bar-bi (که در متن‌های هیتی رایج است)، dna-a-bar-bi، dna-a-bar-wi، dnaa-wa-ar-wee، dna-bar-WA و dna-wa-ar-ni هستند.

### تئونیم‌های مشابه از جنبه ساختاری
به تشابه نام ناباربی از نظر ساختاری به نام کوماربی، «او از کومار»، اشاره شده است.

## ارتباط با سایر خداییان
تاشمیشو و نیز شووالیات (همتای هیتی تاشمیشو) همسر ناباربی بودند.